# Javier Eskalza Ellakuria
Javier Eskalza Ellakuria (Arrankudiaga, 10 de desembre de 1951 - Getxo, 16 de novembre de 2007) fou un futbolista basc dels anys 1970 i 1980 que jugava com a defensa.
Després de jugar al Barakaldo CF fitxà per l'Athletic Club el 1973. Al club de Bilbao hi jugà durant set temporades, disputant un total de 162 partits de lliga, 26 de Copa i 18 de la Copa de la UEFA. Durant aquests anys arribà a disputar la final de la Copa de la UEFA que perdé davant la Juventus de Torí i fou un cop internacional amb Espanya en un partit amistós davant França al Parc dels Prínceps de París el 1978. Disputà també alguns partits amb la selecció del País Basc, com el que l'enfrontà a l'URSS el 1978.
Malgrat ser un jugador dretà, jugava com a lateral esquerre. També jugà com a central i com a defensa lliure. El 1980 fou fitxat pel RCD Espanyol, on romangué tres temporades, a les ordres de José María Maguregui, disputant un total de 92 partits de lliga. En 253 partits a primera divisió només va veure 25 targetes grogues, essent expulsat en només una ocasió, la seva darrera temporada a l'Espanyol. El 1983 fitxà pel Centre d'Esports Sabadell, acabant la seva carrera al Sestao SC.
El 7 de novembre de 2009 es va inaugurar un camp de futbol a Arrankudiaga, el seu poble natal, que duu el seu nom, Javier Eskalza Futbol Zelaia.